# マラーノ・エークオ
マラーノ・エークオ（伊: Marano Equo）は、イタリア共和国ラツィオ州ローマ県にある、人口約800人の基礎自治体（コムーネ）。

## 地理

### 位置・広がり
ローマ県東部のコムーネ。スビアーコから北西へ約10km、ティーヴォリから東北東へ約18km、ローマ中心部から東北東へ約46km、ラクイラから南西へ約51kmの距離にある。

#### 隣接コムーネ
隣接するコムーネは以下の通り。
- アルソリ - 北
- チェルヴァーラ・ディ・ローマ - 東
- アーゴスタ - 南東
- ロッカ・カンテラーノ - 南
- アンティーコリ・コッラード - 北西
- ロヴィアーノ - 北西

### 地勢
村域をアニエーネ川が流れる。

### 気候分類・地震分類
マラーノ・エークオにおけるイタリアの気候分類 (it) および度日は、zona D, 2013 GGである。
また、イタリアの地震リスク階級 (it) では、zona 2B (sismicità media) に分類される。

## 行政

### 山岳部共同体
広域行政組織である山岳部共同体「アニエーネ山岳部共同体」 (it:Comunità montana dell'Aniene) （事務所所在地: アーゴスタ）に属する。

## 交通

### 道路
国道・主要道路
- SR411 (it:Strada statale 411 Sublacense) 
〔ロヴィアーノ〕 - アーゴスタ - 〔スビアーコ - ヴィーコ・ネル・ラーツィオ〕